# 畠山義総
畠山 義総（はたけやま よしふさ）は、戦国時代の武将。能登の守護大名・戦国大名。能登畠山氏の第7代当主。能登畠山氏の全盛期を現出した名君として知られる。

## 生涯
延徳3年（1491年）、能登畠山氏の第5代当主・畠山慶致の子として生まれる。祖父で第3代当主であった畠山義統が死去した後、能登畠山氏では内紛が起こり、それによって第4代当主であった畠山義元は追放され、代わって第5代当主に畠山慶致が擁立された。
しかし、永正3年（1506年）に義元が第6代当主として復帰したため、慶致は隠居。その実子である義総が義元の養子となり、後継者に指名された。
船岡山合戦の前段階で義元と共に京から退避した「同次郎」は義総のことと思われ、これ以降しばらく在京活動が見られる。
その後は義元と共同統治を行なって一向一揆を鎮圧し、畠山家当主の権力強化による守護大名から戦国大名への脱皮にも成功した。永正12年（1515年）の義元の死去により、家督を継いで第7代当主となる。だが、大永5年（1525年）までは父・慶致と共に共同統治を行った。
義総は積極的な国作りを行ない、居城を七尾の城山に移して五大山城と称される名城・七尾城を建設した。この七尾城は後に上杉謙信の攻撃を1年以上耐え切り、天下でも屈指の堅城として讃えられた。
また、義総は七尾湾と富山湾の流通を支配し、宝達金山の開発にも取り組んだ。義総は文化人でもあり、戦乱を逃れて下向してきた公家や連歌師などの文化人を積極的に保護し、さらには商人や手工業者にも手厚い保護を与えて、義総治世の七尾城下町は、小京都とまで呼ばれるほどに発展したという。
天文14年（1545年）5月、畠山氏本家の畠山稙長が病死。稙長は生前、義総の息子（晴俊か）を次の家督として迎えることを意図していたが、稙長の弟・政国の抵抗もあって、これは実現されること無く終わってしまった。
7月12日、義総は病死した。享年55。後を次男の畠山義続が継いだ。
義総の時代は、能登畠山氏の全盛期であった。しかし、義総が死ぬと重臣たちの主導権争いが始まり、畠山氏は衰退していくこととなった。

## 偏諱を与えた家臣
- 井上総英（いのうえ ふさひで）- 井上統英の嫡男。
- 後藤総員（ごとう ふさかず）
- 後藤総乗（ごとう ふさのり）
- 神保総誠（じんぼ ふさのぶ）- 神保長誠の子、慶宗の弟とされる。第2次畠山七人衆の一人。のち畠山義綱（義総の孫）から偏諱を賜って綱誠に改名したとされる。弘治の内乱で戦死。
- 平 総知（たいら ふさとも）- 第1次畠山七人衆の一人。平光知（みつとも）の子。子に堯知（たかとも）。
- 温井総貞（ぬくい ふささだ）- 第1次畠山七人衆の一人。
- 三宅総広（みやけ ふさひろ）- 別名:総久（ふさひさ）、畠山七人衆の一人。
- 三宅総賢（みやけ ふさかた）- 総広と同じく能登三宅氏一族。第2次畠山七人衆の一人。のち畠山義綱から偏諱を賜って綱賢に改名したとされる。
- 遊佐総光（ゆさ ふさみつ）- 遊佐統秀の子で遊佐続光の父または養父とされる。後者の説では続光の父は総光の甥・遊佐秀頼としている。